# Pic porphyroïde
Blythipicus rubiginosus
Espèce
Statut de conservation UICN

 LC  : Préoccupation mineure
Le Pic porphyroïde (Blythipicus rubiginosus) est une espèce d'oiseau de la famille des Picidae. C'est une espèce monotypique.
Cet oiseau se répand à travers la péninsule Malaise, Sumatra et Bornéo. Il a disparu de Singapour.